# Luiz Inácio da Silva
 "Lula" omdirigeres hertil. For andre betydninger af Lula, se Lula (flertydig).
Luiz Inácio da Silva (kendt som Lula, født 27. oktober 1945) er en brasiliansk smed, fagforeningsmand og politiker, der er Brasiliens nuværende præsident siden 1. januar 2023, efter at han vandt præsidentvalget i 2022. Han var også landets præsident fra 1. januar 2003 til 1. januar 2011. 
Lula blev først valgt ved præsidentvalget i 2002 og sidenhen genvalgt ved præsidentvalget i 2006 d. 29. oktober. Lula måtte dog overlade præsidentposten til Dilma Rousseff den 1. januar 2011. I juli 2017 blev han idømt 9 år og 6 måneders fængsel, efter falske og politisk motiverede anklager om korruption. Retssagen blev af uafhængige eksperter og myndigheder kritiseret for at være korrupt. Bl.a. samarbejdede dommeren og anklagere, hvilket under brasiliansk lov er ulovligt. Han ankede dommen, som i januar 2018 blev skærpet til 12 års fængsel ved appeldomstolen.. Dommen blev d. 9 marts 2021 annulleret fuldstændig af Brasiliens højesteret, hvilket muliggjorde, at Lula kunne stille op til præsidentvalget i 2022.
Ved præsidentvalget i oktober 2022 vandt Lula en snæver sejr over den siddende præsident Jair Bolsonaro.

## Biografi
Lula Da Silva blev født i en lille landsby i den fattige brasilianske stat Pernambuco, men voksede op i byen Santos i delstaten São Paulo, hvor der var større mulighed for at få arbejde. Han har ikke megen formel uddannelse, i stedet har han siden sin barndom haft forskellige former for ufaglært arbejde.
Som 21-årig mistede han en finger i en arbejdsulykke, mens han arbejdede i en fabrik der fremstillede dele til biler. På samme tid blev han involveret i fagforeningsarbejde og havde flere vigtige tillidsposter i fagforeningen. Det højreorienterede diktatur i Brasilien på den tid øvede en stærk undertrykkelse på fagforeningerne, og Lulas holdninger blev som en følge deraf mere venstreorienterede.
I 1970'erne hjalp Lula med at organisere vigtige fagforeningsaktiviteter, blandt andet store strejker. Han blev arresteret og var fængslet i en måned, men blev løsladt efter protester mod hans fængsling. Strejkerne sluttede med at både fagforeningstilhængere og regeringstilhængere var utilfredse med resultatet, og i 1980 blev Partido dos Trabalhadores (Arbejderpartiet eller PT), dannet for at varetage arbejdernes interesser. I 1982 tilføjede han kælenavnet "Lula" til sit juridiske navn.

## Valg
I 1986 blev Lula valgt til en plads i Brasiliens kongres, med en rekordhøj procentdel af stemmerne. PT var med til at skrive landets forfatning efter diktaturets fald, hvilket var medvirkende til at arbejdernes rettigheder fik stærke garantier i forfatningen, men det lykkedes ikke at opnå en bedre fordeling af landbrugsjorden.
I 1989 var Lula PT's præsidentkandidat. Han viste sig at være populær i store dele af det brasilianske samfund, men var frygtet som modstander af virksomhedsejere og folk med finansielle interesser, hvorfor han tabte valget. Partiet var dannet af venstreorienterede socialdemokrater såvel som Trotskij-socialister, hvilket også var medvirkende til, at de velhavende var bange for ham.
Lula stillede op til præsidentembedet i efterfølgende valg. I 2002 gav han afkald på sin uformelle tøjstil, foruden et punkt i sit valgprogram, hvor han nægtede at betale Brasiliens udlandsgæld, hvilket havde foruroliget økonomer, forretningsmænd og banker i USA, der frygtede at det sammen med Argentinas holdning kunne påvirke hele verdensøkonomien.

## Regering
I anden valgrunde i 2002-valget, afholdt den 27. oktober slog Lula José Serra fra Partido da Social Democracia Brasileira (Brasiliens Socialdemokratiske Parti, PSDB) og blev valgt som landets præsident. Ved præsidentvalget i 2006 d. 29. oktober blev han genvalgt som præsident.
Den engang frygtede Lula (der i 1989 blev anset for at være en "søn af Moskva") accepterede ændringer af sine oprindelige idéer. Hans allierede førte ham progressivt mod en centralistisk politisk placering. Da de fleste brasilianere forventede store sociale ændringer fra hans regering, valgte Lula at beholde alle sin forgængers, Fernando Henrique Cardosos, økonomiske og sociale programmer.